# The Mirage
The Mirage war ein Hotel am Las Vegas Strip. Es befand sich in den Jahren 2000–2022 im Besitz von MGM Resorts International. Seit Dezember 2022 gehört das Hotel zu der Hard Rock International Gruppe und wurde am 17. Juli 2024 geschlossen.

## Geschichte
Das Mirage wurde vom Unternehmer Steve Wynn konzipiert und am 22. November 1989 eröffnet. Mit Errichtungskosten von 630 Millionen US-Dollar war es damit zum Zeitpunkt seiner Eröffnung das teuerste Hotel-Casino-Projekt in der Geschichte der Stadt. Das Hotel war das erste Megaresort nach heutigen Maßstäben und gilt zusammen mit dem Horseshoe als eines der wichtigsten Impulsprojekte in der Entwicklung zum heutigen Erscheinungsbild von Las Vegas.
Von Februar 1990 bis zum 3. Oktober 2003 traten Siegfried & Roy mit ihrer Show im Siegfried & Roy Theatre auf und gaben 5.750 Vorstellungen, die von 10,5 Millionen Zuschauern besucht wurden. Das Mirage nahm mehr als 1,5 Milliarden US-Dollar mit der Show ein. Die Siegfried and Roy at the Mirage Show galt als aufwendigste und erfolgreichste in der Geschichte von Las Vegas und wurde vom Time Magazine als Show of the Century bezeichnet. Mehr als 60 Personen und 27 weiße Tiger sowie u. a. Elefanten waren an der Show beteiligt. Bis Anfang 2023 konnten die weißen Tiger und Löwen sowie die Delfine von Siegfried & Roy im hoteleigenen Secret Garden besichtigt werden. Danach wurden die Großkatzen in zwei akkreditierte Auffangstationen in Oregon und Texas überführt.
Im ehemaligen Siegfried & Roy Theatre lief seit 2006 bis zur Schließung die Show Love des Cirque du Soleil mit Musik der Beatles.
Seit der Übersiedlung der Terry Fator Show (Anm. Bauchredner und Gewinner von „America’s Got Talent“) nach New York im Jahr 2020 trat Shin Lim mit seiner Mentalmagie-Show im Mirage auf.
2021 bestätigte die Hard-Rock-Gruppe, das Hotel erworben zu haben. Es soll umgebaut werden und der bekannte Vulkan durch eine übergroße Gitarre ersetzt werden. Es soll anschließend als Hard-Rock-Hotel wieder eröffnet werden.
Hard Rock International übernahm schließlich im Dezember 2022 den Betrieb und wurde damit zum ersten Stammes-Glücksspielbetreiber auf dem Strip. Das Unternehmen beabsichtigt, das Resort in Hard Rock Las Vegas umzubenennen. Das Anwesen wird einer kompletten Renovierung und Erweiterung unterzogen, die einen neuen gitarrenförmigen Hotelturm umfassen wird, der an die Stelle der Vulkanattraktion treten wird. Das Rebranding-Projekt soll voraussichtlich im Jahr 2024 beginnen und innerhalb von zwei Jahren abgeschlossen sein. Die MGM Gruppe wird den Namen „Mirage“ bis zum Abschluss des Projekts durch die Hard-Rock-Gruppe in Lizenz an diese vergeben.

## Anlage
Die gesamte Hotelanlage war im Stil eines tropischen Regenwaldes mit üppiger Bepflanzung und Wasserfällen angelegt. Als Blickfang befand sich im Bereich der Rezeption ein sechzehn Meter langes, 76.000 Liter Wasser fassendes Meerwasseraquarium. Das Hauptgebäude beherbergte auf über 30 Etagen 3.044 Zimmer. Die markanten goldenen Fenster haben ihre Färbung von echtem Goldstaub, welcher im Tönungsprozess in die Scheiben eingearbeitet wurde. Im Hotel gab  es eine große tropische Pool-Landschaft, zahlreiche Restaurants und ein Spielcasino auf rund 9.000 m² Fläche.
Mit Einbruch der Dämmerung fand in den Abendstunden regelmäßig ein künstlicher Vulkanausbruch statt. Nach der Eröffnung des Hotels Bellagio wurde die Technik der Show von der Firma WET, welche auch die bekannten Fountains of Bellagio errichtete, überarbeitet, um die Show spektakulärer zu gestalten.
Durch eine Hochbahn ist das ehemalige Mirage mit dem Hotel Treasure Island Las Vegas verbunden.

## Galerie

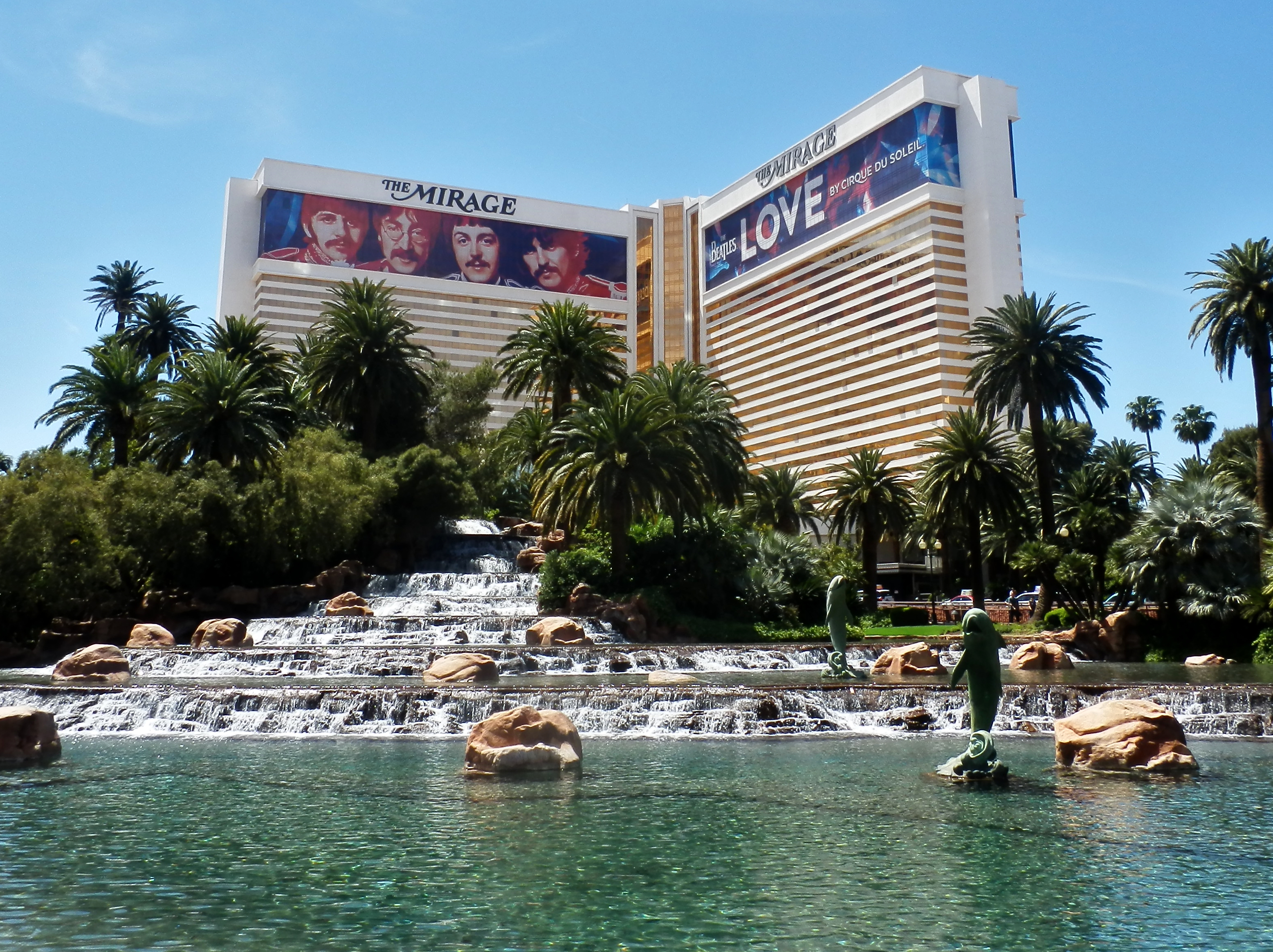
Ansicht bei Tag
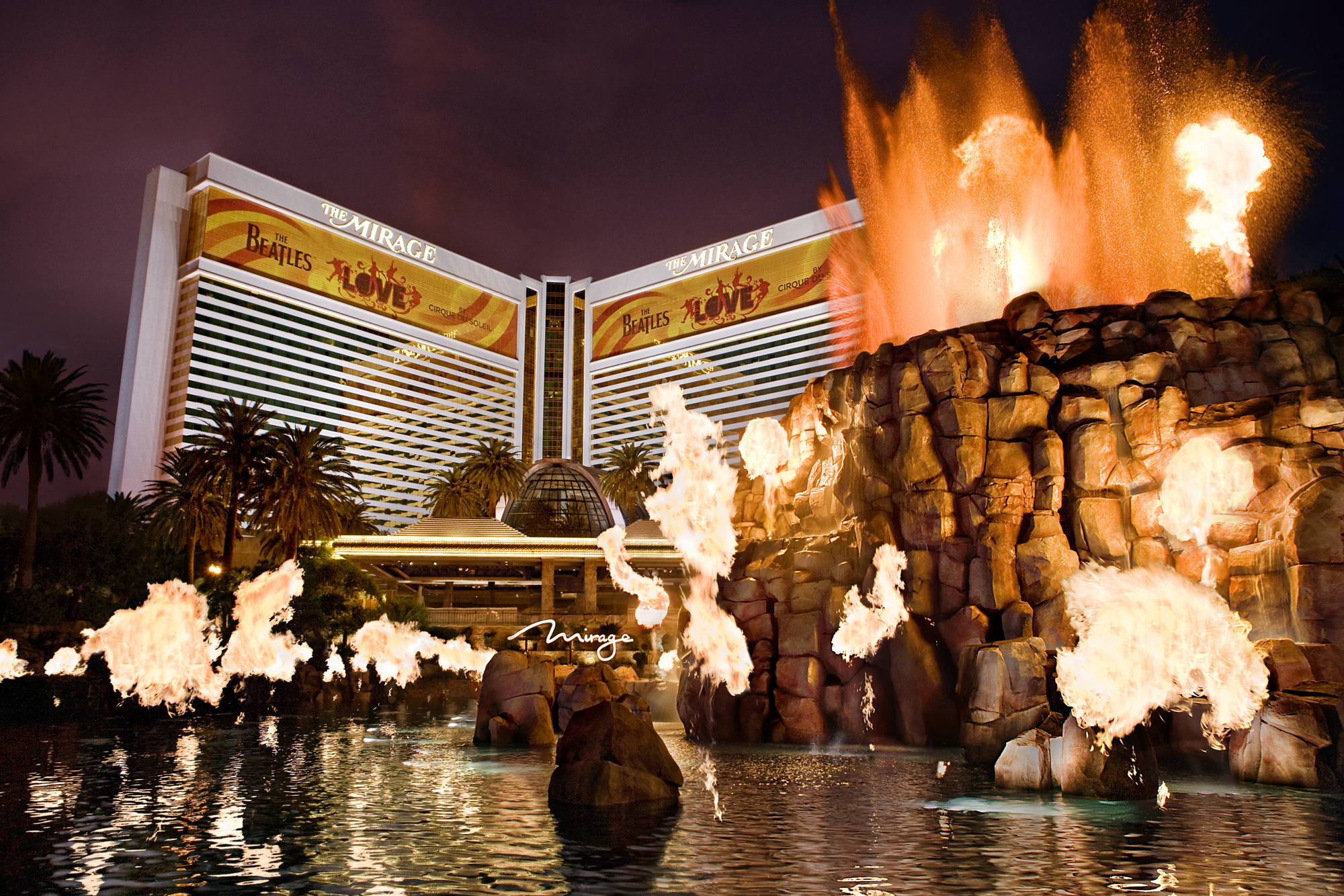
Vulkanausbruch vor dem Mirage
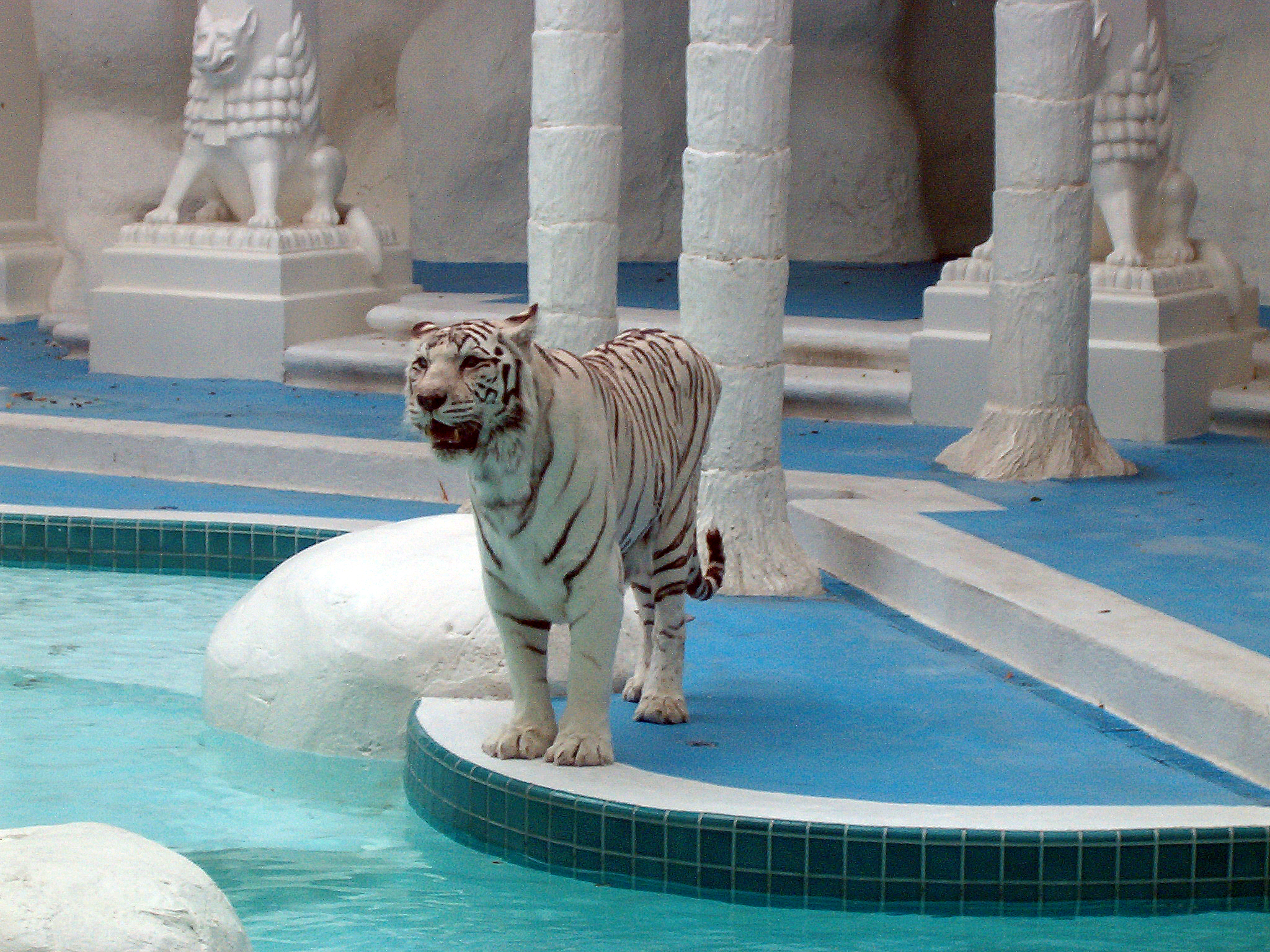
Weißer Tiger im Mirage
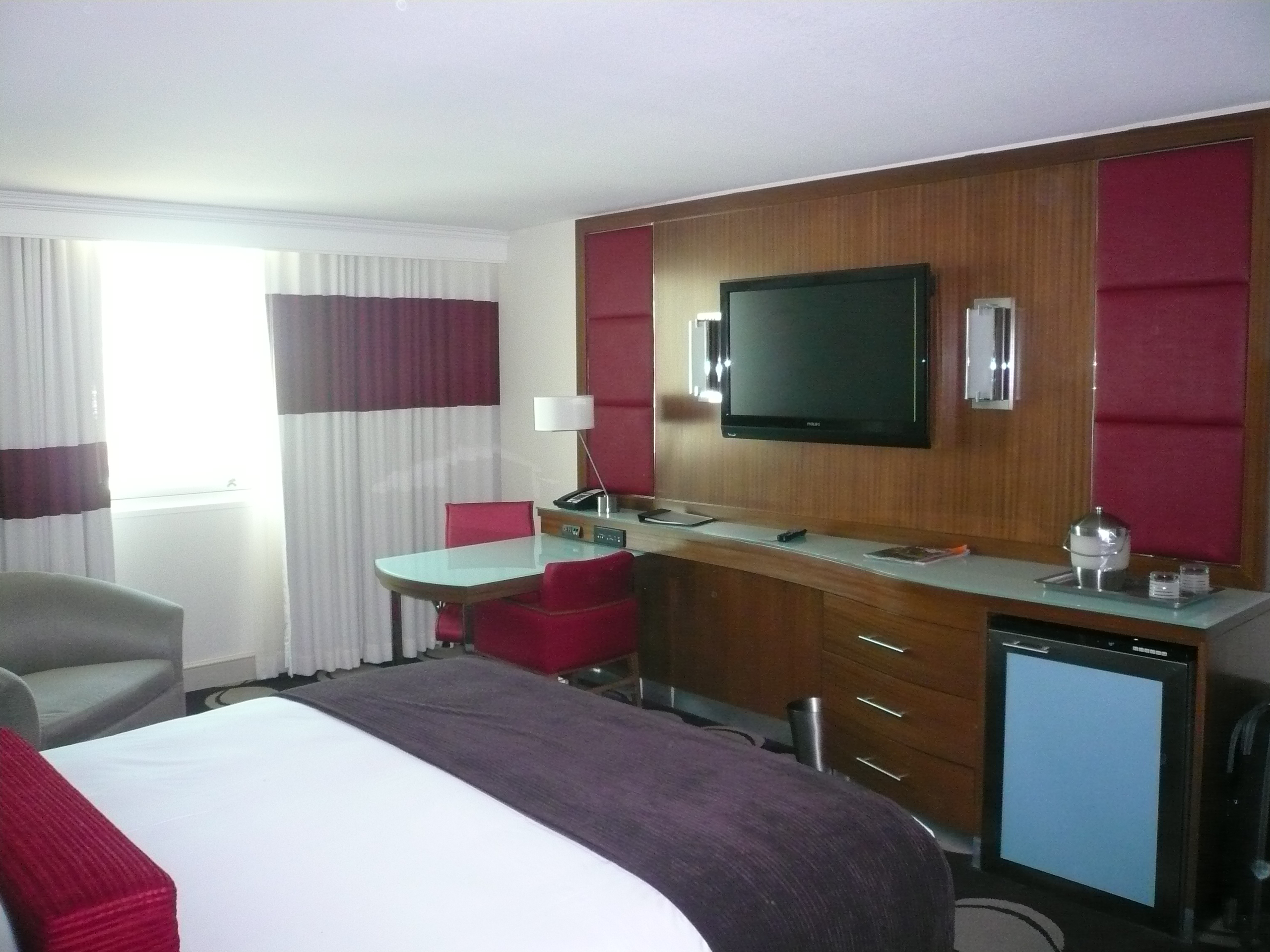
Einfaches Doppelzimmer im Mirage
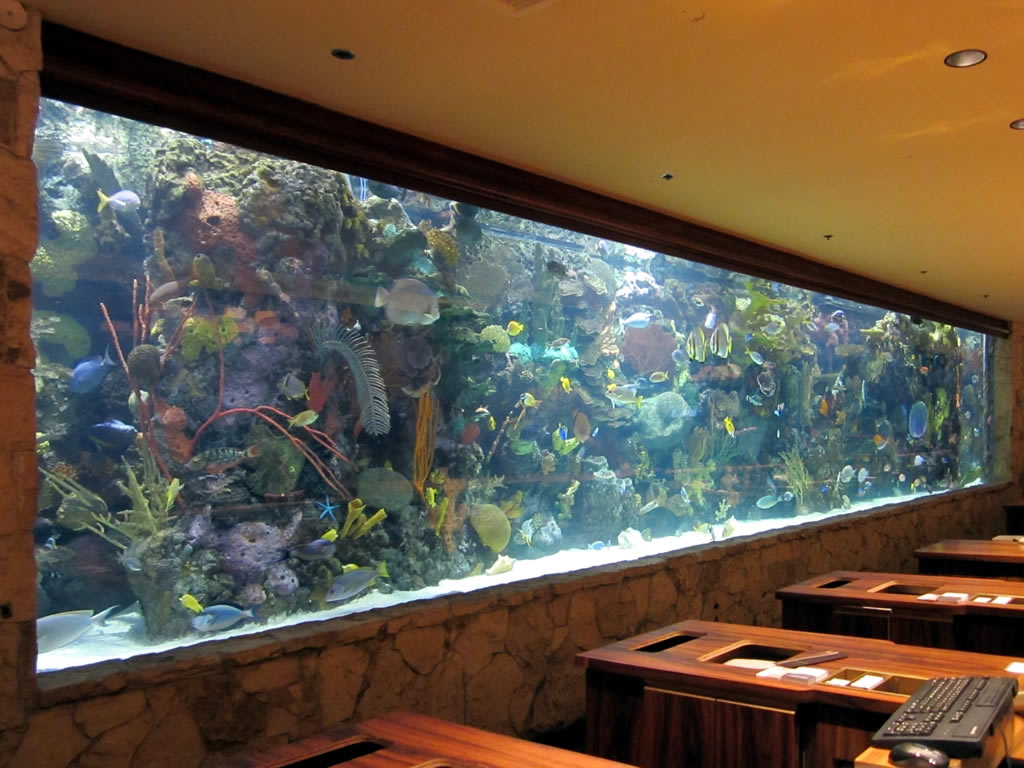
Aquarium im Rezeptionsbereich